# La vendetta di Antonio
La vendetta di Antonio (Antonio's Revenge) è un'opera teatrale del drammaturgo elisabettiano John Marston, scritta presumibilmente tra il 1600 e il 1601 e pubblicata nel 1602. L'opera è il sequel della commedia di Marston Antonio e Mellida e racconta del violento conflitto tra Piero Sforza e Antonio, determinato a vendicarsi per la morte del padre e le calunnie contro la fidanzata. Per quanto l'opera presenti tratti in comune con il genere della tragedia di vendetta (e, in particolare, Amleto), diversi critici sostengono che La vendetta di Antonio sia una parodia di questo genere teatrale piuttosto che una revenge tragedy vera e propria.

## Trama
Piero Sforza, duca di Verona, rivela di avver avvelenato il suo rivale Andrugio dopo aver fatto finta di riappacificarsi con lui e aver promesso in sposa la figlia Mellida ad Antonio, il figlio di Andrugio. Maria, la madre di Antonio, ritorna a Venezia per le nozze del figlio, che racconta di aver visto il padre in sogno e che il genitore gli ha chiesto di vendicare la propria morte. Il ricongiungimento di Antonio e Maria viene interrotto dal ritrovamento del cadavere di Feliche, ucciso da Piero perché lo ha trovato a letto con Mellida. Strotzo irrompe in scena annunciando la morte di Andrugio, che sconvolge Maria e Antonio. Alberto e Pandulpho parlano degli eventi e il secondo afferma di non volere cedere alle passioni.
Piero ordina di imprigionare Mellida e chiede a Pandulpho di giustiziarla, cercando inoltre di convincerlo che Antonio è responsabile per la morte di Antonio e che dunque merita di essere processato; tuttavia Pandulpho rifiuta. Intanto Antonio riesce a comunicare con Mellida e afferma di non credere nella sua colpevolezza. Piero prova invano a corteggiare Maria e, dopo essere stato rifiutato, comincia a complottare con Strotzo affinché testimoni che Antonio lo ha pagato per calunniare Mellida e uccidere Andrugio. Piero gli promette la grazia per i suoi presunti crimini.
Antonio visita la tomba del padre, il cui fantasma lo informa di essere stato avvelenato da Piero che, nel frattempo, è riuscito a sedurre Maria. Incoraggiato dal fantasma, Antonio uccide Julio, il figlio di Piero. Lo spetto successivamente appare a Maria e le rivela del suo assassinio. Antonio corre dalla madre, ancora sporco del sangue di Julio, e il fantasma lo incoraggia ad assumere un'altra identità e tornare a corte per consumare la sua vendetta.
Travestito da giullare, Antonio assiste al processo di Mellida, durante il quale Strotzo confessa (come d'accordo con Piero) l'omicidio di Andrugio e la calunnia contro Mellida, entrambi - a detta sua - ordinategli da Antonio. Tuttavia Piero non rispetta la sua parte dell'accordo e, invece di concedere la grazia a Strotzo, lo strangola con l'aiuto di Castilio. Alberto, che è stato mandato a catturare Antonio, ritorna annunciando che il figlio di Andrugio è annegato; la notizia sconvolge i presenti, tanto che Mellida sviena. Piero annuncia di voler dare la figlia in sposa a Galeatzo e di voler sposarsi con Maria. La vedova però annuncia cattive notizie: è appena tornata dal capezzale di Mellida, morta di dolore dopo aver scoperto della tragica fine del fidanzato. Piero è costretto a posticipare il proprio matrimonio di due giorni, mentre Alberto e Antonio seppelliscono Feliche e giurano con Pandulpho di vendicarsi del duca.
I cospiratori liberano Balurdo di prigione a condizione che si unisca a loro contro Piero. Il fantasma di Andrugio osserva il banchetto nuziale di Maria e il duca, durante il quale Alberto, Antonio, Pandulpho e Balurdo (travestititi da attore) legano Piero e gli mozzano la lingua. Dopo aver mostrato al duca il cadavero del figlio lo pugnalano a morte. I senatori veneziani si congratulano con Antonio per aver liberato la città dal tiranno Piero e gli offrono il ducato. Tuttavia, Antonio rifiuta e decide di condurre una vita casta e pia in memoria di Mellida.

## Composizione e stampa
Probabilmente scritto tra il 1600 e il 1601, La vendetta di Antonio è una delle numerose tragedie di vendetta scritte in questo periodo in risposta al successo de La tragedia spagnola. La tragedia fu registrata allo Stationers' Register nell'ottobre 1601 da Matthew Lownes e Thomas Fisher. Un'edizione in quarto dell'opera fu pubblicata l'anno successivo con il cognome degli attori invece del nome dei personaggi, il che potrebbe suggerire che l'editore abbia usato come fonte un copione usato per la messa in scena- Nel 1633 William Sheares pubblicò una raccolta di opere di Marston che conteneva sia Antonio e Mellida che La vendetta di Antonio.